# Étemenanki
Az Étemenanki (E2-temen-An-Ki, sumer: „az ég és föld alapjainak/kötésének háza”) Marduk isten zikkuratja – toronytemploma – volt az ókori Babilonban. Minden bizonnyal ez volt a bibliai Bábel tornya. A csúcsán levő Marduk-szentélyben tartott szertartásokat nem ismerjük, a nevezetes újévi (akítu) ünnepségek a zikkurattól délre levő nagy Marduk-szentélyben folytak.
A mai európai nyelvek többségében a szentélyt, szent helyet, istentiszteleti helyet jelentő szó a latin templum származéka. Ez viszont a görög temenosz átvétele. A temenosz közvetlenül az É-temen-anki zikkurat „temen”-jéből ered, vagyis minden mai templom az Étemenanki emlékét őrzi.

## Építéstörténete
Első változata az i. e. 18. században vagy egy kicsit előbb épült. Hammurapi a babiloni igényeknek megfelelően átdolgoztatta a sumer Teremtés-eposzt (amelyet később a Gilgames-eposzba is bedolgoztak), eszerint a babiloni Marduk-szentély, az Észagíla közvetlenül a teremtés után épült, és ebbe beleértette az Étemenankit is, azaz már elég régen épült ahhoz, hogy az élő emlékezet ne tudjon a koráról. Az első zikkuratokat Ur-Nammu a III. uri dinasztia királya építtette az i. e. 21. században, nyilván ez után kellett épülnie valamikor a babiloni toronytemplomnak, valószínűleg az amurrú dinasztia korában, de még Hammurapi előtt, különben évnevei említenék babilon legfontosabb templomainak építését, mivel kevésbé jelentősekről megemlékeznek.
Szín-ahhé-eríba i. e. 689-ben 15 hónapos ostrom után elfoglalta Babilont és lerombolta épületeit, csatornákat ásatott elárasztására. A várost Nabú-apal-uszur és II. Nabú-kudurri-uszur építtette újjá, de a Jeruzsálem eleste (i. e. 586) után babiloni fogságba kerülő zsidók még csak romjait vagy félkész állapotát láthatták, ezért keletkezett Bábel tornya mítosza. Elkészülte után a zikkurat mintegy 91 méter magas volt.
Babilon elnéptelenedése után a zikkurat maradványait égetett téglái miatt bányának használták, ezért a 20. század eleji régészeti feltárások (Robert Koldewey 1899 és 1917 között) csak alapjainak árkait tudta feltárni.

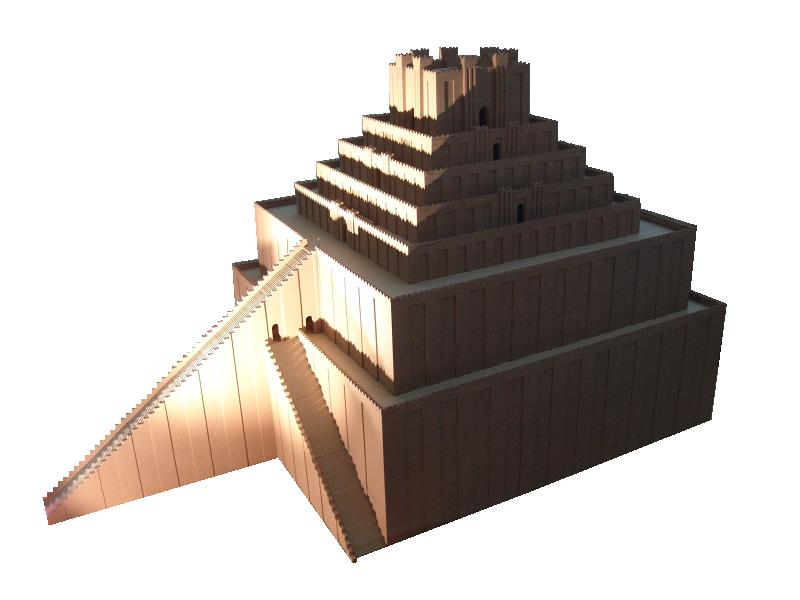
A templom modellje a Pergamon Múzeumban

## Fordítás
- Ez a szócikk részben vagy egészben  az   Etemenanki című angol Wikipédia-szócikk fordításán alapul.  Az eredeti cikk szerkesztőit annak laptörténete sorolja fel. Ez a jelzés csupán a megfogalmazás eredetét és a szerzői jogokat jelzi, nem szolgál a cikkben szereplő információk forrásmegjelöléseként.